# カール＝アンドレアス・コリー
カール＝アンドレアス・コリー（Karl-Andreas Kolly, 1965年5月26日 - ）は、スイスのピアノ奏者。
クール出身。幼少期より教会オルガニストの父カールとカール・ゲルナッヒャーにピアノの手ほどきを受け、チューリッヒ音楽院でハンス・シカー、ベルンでカール・エンゲル、ルツェルンでミェチスワフ・ホルショフスキの各氏の薫陶を受けた。1990年にはスイス銀行主催の音楽コンクールで優勝し、1991年にはベルン音楽院からエドゥアルト・チュミ賞を贈られた。
1991年からチューリッヒ音楽院で教鞭をとる。